# Bécon-les-Granits

Bécon-les-Granits este o comună în departamentul Maine-et-Loire, Franța. În 2009 avea o populație de 2,672 de locuitori.